# Ложкина (Челябинская область)
Ложкина — деревня в Верхнеуральском районе Челябинской области России. Входит в состав Карагайского сельского поселения.

## Население
| 2002 | 2010 |
| ---- | ---- |
| 379  | ↘307 |

(в 1956—376, в 1959—511, в 1970—474, в 1983—306, в 1995—388)

## Улицы
- Дружбы,
- Клубная,
- Молодёжная,
- Набережная,
- Победы,
- Школьная,
- Южная.

## Инфраструктура
- СХПК «Карагайский»
- фельдшерско-акушерский пункт,.